# Eurhopalothrix clypeata
Eurhopalothrix clypeata är en myrart som beskrevs av Brown och Kempf 1960. Eurhopalothrix clypeata ingår i släktet Eurhopalothrix och familjen myror. Inga underarter finns listade i Catalogue of Life.